# Tony Greig (zapaśnik)
Anthony Granville „Tony” Greig (ur. 22 lipca 1941 w Wellington) – nowozelandzki zapaśnik walczący w stylu wolnym. Olimpijczyk z Tokio 1964, gdzie zajął dwudzieste miejsce w kategorii do 70 kg.
Brązowy medalista igrzysk Imperium Brytyjskiego i Wspólnoty Brytyjskiej w 1966 roku.

## Letnie Igrzyska Olimpijskie 1964
| Konkurencja      | Rundy eliminacyjne    | Rundy eliminacyjne | Klas. końcowa |
| Konkurencja      | Przeciwnik II         | Przeciwnik III     | Miejsce       |
| ---------------- | --------------------- | ------------------ | ------------- |
| 70 kg styl wolny | Jeong Dong-gu (KOR) P | Klaus Rost (FRG) P | 20.           |